# 芬皇寺模塼石塔
芬皇寺模塼石塔（ふんこうじ もせんせきとう、ハングル: 분황사 모전석탑〈プナンサ モジョンソクタプ〉）は、韓国、慶尚北道慶州市九黄洞の芬皇寺にある新羅時代（7世紀）の模塼石塔である。1962年12月20日、大韓民国国宝第30号に芬皇寺石塔（ハングル: 분황사 석탑）として指定され、現在は慶州芬皇寺模塼石塔（ハングル: 경주 분황사 모전석탑）と称される。2000年11月、慶州歴史地域（慶州歴史遺跡地区、ハングル: 경주역사유적지구）として国際連合教育科学文化機関（ユネスコ、UNESCO）の世界遺産（文化遺産）に登録された皇龍寺地区の遺跡の1つである。

## 歴史
石塔が建立された年代は、芬皇寺の創建当初の善徳女王3年（634年）と考えられる。今日に残存する新羅の石塔のなかでも最も古いもので、中国の塼（せん〈煉瓦〉）の仏塔を模して、安山岩を煉瓦状に整えて積み上げた模塼石塔（模塼塔）であり、慶州に現存する唯一のものである。現在の塔は3層となるが、元来の規模は明らかではない。史料によれば9層の塔であったとも伝わるが、皇龍寺九層塔（木塔）との混同が考えられる。また、7層もしくは5層とも唱えられるものの本来の形は未詳である。

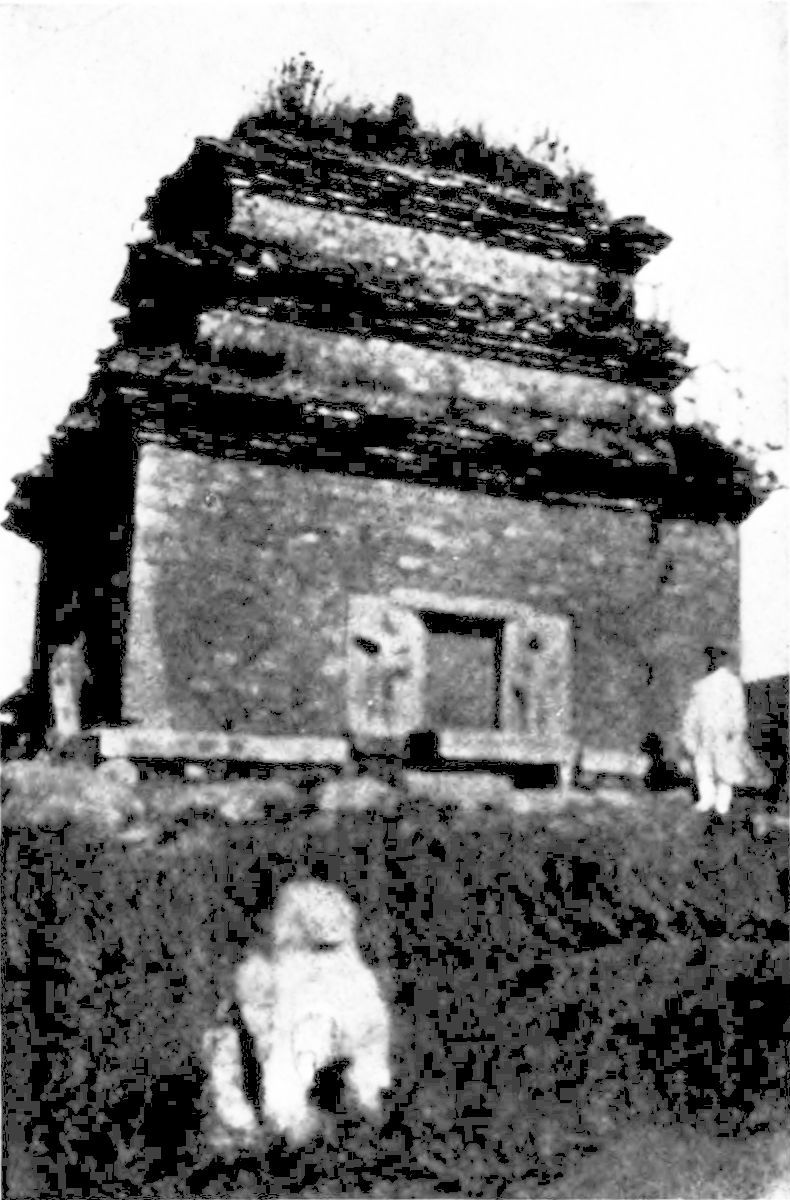
古新羅の塔（1906年）

13世紀のモンゴルの高麗侵攻、それに壬辰倭乱（文禄の役、1592年）において半ば破壊された後、史料によると、知識のない僧（愚僧）が改築を試みた結果さらに損壊したとされる。その後、1915年に朝鮮総督府が修理した際、2層と3層の間より見つかった舎利函（しゃりかん、ハングル: 사리함〈サリハム〉、石函）が取り出され、函内より玉・銅製鋏・銀製針筒・金製針・金製鈴・金属製糸巻・香木・貝（イモガイ）などのほか、銀製盒（ごう）とともに高麗（918-1392年）以降の古銭（銅銭）が発見されたことから、後の高麗時代に再び納められたと考えられ、塔の改築が示唆される。現在の塔は、1915年に日本人の手で修築されたもので3層の形で残存する。

## 構成
現在の模塼石塔は、高さ9.3メートル。基壇は一辺約13メートル（東西13m、南北13.2m）、高さ約1.06メートルで、割石を積み上げて築かれ、塔身の底部まで約0.36メートル高く傾斜する。基壇の四隅にはそれぞれ花崗岩の獅子像が配置されている。基壇中央に備えた花崗岩の台石上に、一辺約6.6メートル (6.5m) 、高さ約4メートルとなる第1層塔身が、灰黒色の安山岩を塼（煉瓦）状にした長径30-45センチメートル、厚さ4.5-9センチメートルの石材で構築され、上方に第2・3層が幅を狭めながら積み重なる。
第1層塔身の四面に龕室（がんしつ）があり、入口に備えられた石扉の両側に、花崗岩による金剛力士（仁王）像が配置される。彫像は8体すべてが残存し、建立された7世紀前半の古新羅（三国時代新羅）時代の様式を呈している。龕室には今日石仏があるが、本来はなく、後年に安置されたものである。